# Еванс (Џорџија)
Еванс (енгл. Evans) насељено је место без административног статуса у америчкој савезној држави Џорџија.

## Демографија
По попису из 2010. године број становника је 29.011, што је 11.284 (63,7%) становника више него 2000. године.
| Група             | 2000.          | 2010.          |
| Белци             | 14.748 (83,2%) | 22.500 (77,6%) |
| Афроамериканци    | 1.811 (10,2%)  | 3.313 (11,4%)  |
| Азијати           | 476 (2,7%)     | 1.469 (5,1%)   |
| Хиспаноамериканци | 396 (2,2%)     | 1.104 (3,8%)   |
| Укупно            | 17.727         | 29.011         |